# Koude Haard
Koude Haard is een gehucht in de Belgische gemeente Buggenhout (provincie Oost-Vlaanderen). Het bestaat uit één straat, namelijk 'Koude Haard' en ook nog een klein deel van de straten Hooilaart; Stationsstraat; Hauwerstraat en Beukenstraat. Aan het voormalige station Koude Haard ligt de kapel van Koude Haard.
Tussen het station Buggenhout en het station Koude Haard ligt de Stationsstraat (stations als meervoud van station).
Deelgemeenten: Buggenhout · Opdorp

Overige dorpen en gehuchten: Opstal · Briel

Belgische gemeenten · Arrondissement Dendermonde · Oost-Vlaanderen · Vlaanderen
Aalst · Aalter · Assenede · Berlare · Beveren-Kruibeke-Zwijndrecht · Brakel · Buggenhout · Deinze · Denderleeuw · Dendermonde · Destelbergen · Eeklo · Erpe-Mere · Evergem · Gavere · Gent · Geraardsbergen · Haaltert · Hamme · Herzele · Horebeke · Kaprijke · Kluisbergen · Kruisem · Laarne · Lebbeke · Lede · Lierde · Lievegem · Lochristi · Lokeren · Maarkedal · Maldegem · Merelbeke-Melle · Nazareth-De Pinte · Ninove · Oosterzele · Oudenaarde · Ronse · Sint-Gillis-Waas · Sint-Laureins · Sint-Lievens-Houtem · Sint-Martens-Latem · Sint-Niklaas · Stekene · Temse · Waasmunster · Wetteren · Wichelen · Wortegem-Petegem · Zele · Zelzate · Zottegem · Zulte · Zwalm

België: Provincies · Gemeenten